# Alexandre le Grand (film, 1917)
Pour les articles homonymes, voir Alexandre le Grand (homonymie).

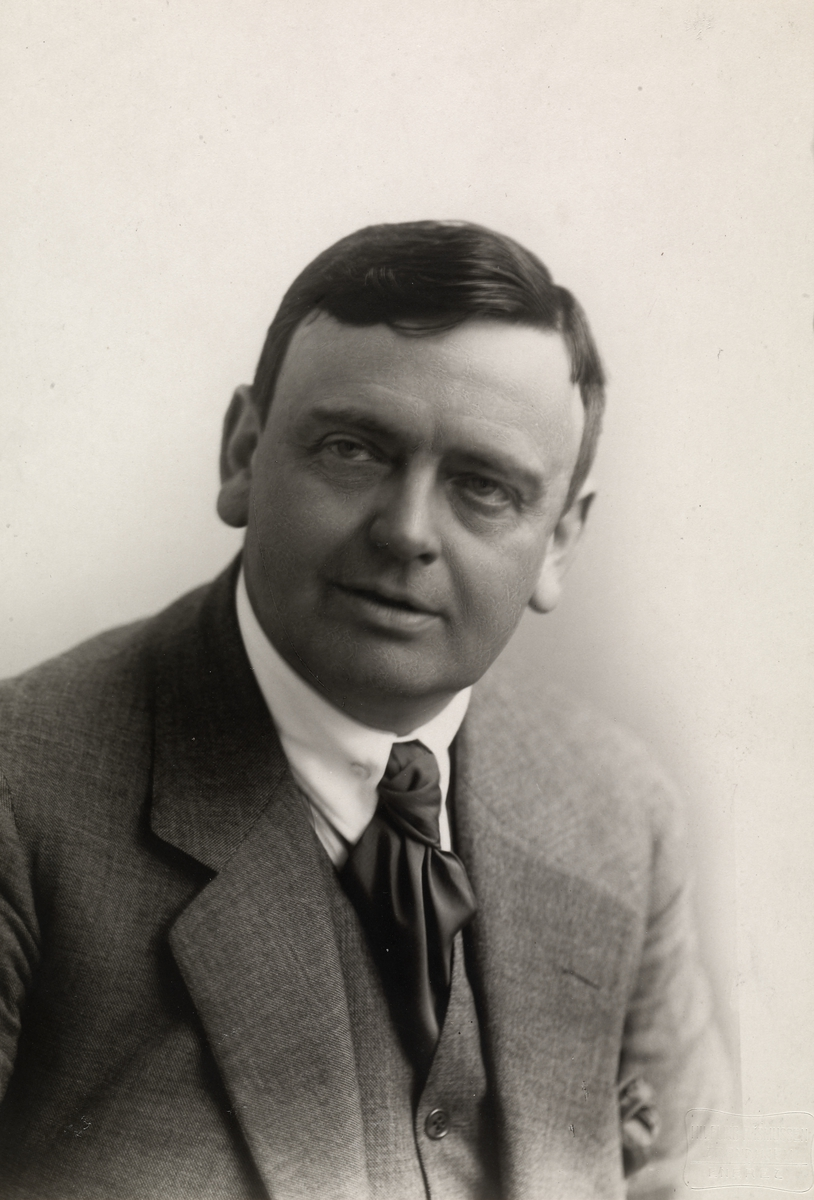
Hauk Aabel, acteur du film Alexandre le Grand

Alexandre le Grand (Alexander den Store) est un film muet suédois réalisé par Mauritz Stiller en 1917.

## Fiche technique
- Titre du film : Alexandre le Grand / Alexander den Store
- Réalisation : Mauritz Stiller
- Scénario :  Mauritz Stiller, d'après une pièce de Gustav Esmann
- Photographie : Julius Jaenzon
- Film muet, noir et blanc
- Date de sortie : 12 novembre 1917
- Production : Svenska Biografteatern, Suède

## Distribution
- Hauk Aabel
- Albin Lavén : Le chambellan Bryde
- Hjalmar Lauritz
- Arthur Alftán
- Gucken Cederborg
- Lili Ziedner
- Anna-Lisa Lindzén : Filippa Ottesen
- August Miehe : le grossiste Isacsen
- Stina Stockenstam : Mlle Signe Ottesen
- Erik Lindholm
- Sigurd Wallén